# اندیس رودخانه کم سفید ۱
رودخانه کم سفید ۱ یک اندیس فلزی است که در حوالی شهر دورکان استان کرمان قرار دارد و مادهٔ معدنی موجود در آن، مس است.سنگ میزبان این اندیس داسیت است و دیرینگی آن به دوران کرتاسه می‌رسد. در این اندیس، پاراژنز‌های آزوریت یافت می‌شوند.